# Sorriso Esporte Clube
Le Sorriso Esporte Clube est un club brésilien de football basé à Sorriso dans l'État du Mato Grosso.

## Palmarès
- Championnat du Mato Grosso de football
  - Champion : 1992, 1993